# Joaquim Nhanganga Tyombe
Joaquim Nhanganga Tyombe (Mambandi, município de Cacula, 22 de novembro de 1969) é um prelado da Igreja Católica angolano, Bispo do Uíge.

## Biografia
Estudou no Seminário Filosófico de Cristo Rei do Huambo e no Seminário Bom Pastor de Benguela. De 1996 a 2000, ele frequentou o Seminário St. John Vianney em Pretória, na África do Sul, obtendo seu diploma de bacharel em 2001.
Foi ordenado padre no dia 24 de novembro de 2001, sendo incardinado na Arquidiocese do Lubango.
Após a ordenação sacerdotal desempenhou os seguintes cargos e estudos: Pároco e Superior da Missão Nossa Senhora Rainha do Mundo em Bibala e Camucuio, Diocese do Namibe (2001-2006); Curso de Formação em Planeamento e Gestão Participativa de Projetos Comunitários, Bibala-Namibe (2003-2004); Diretor do Instituto de Ciêcias Religiosas de Angola (ICRA) do Lubango (2006-2010); Vigário de Freguesia da Sé Catedral do Lubango; Membro do Secretariado Arquidiocesano de Pastoral e do Conselho Presbiteral. É Doutor em Teologia Sistemática pela Universidade Católica Portuguesa de Lisboa (2010-2012) e Mestre em Administração Escolar pelo ISCTE – Instituto Universitário de Lisboa (2012-2016). Foi Vigário Cooperador na Freguesia de Santos Rei Magos do Campo Grande em Lisboa (2010-2016) e desde 2016 até agora, Reitor e professor do Seminário Teológico Maior Padre Leonardo Sikufinde do Lubango.
Em 2 de fevereiro de 2020, foi nomeado pelo Papa Francisco como bispo do Uíge. Foi consagrado em 7 de março, no Pavilhão Nossa Senhora do Monte em Lubango, por Gabriel Mbilingi, C.S.Sp., arcebispo do Lubango, coadjuvado por Giovanni Gaspari, núncio apostólico em Angola e São Tomé e Príncipe e por Filomeno do Nascimento Vieira Dias, arcebispo de Luanda.